# The Band (álbum)
The Band es el segundo álbum de estudio del grupo canadiense de rock The Band, publicado por la compañía discográfica Capitol Records en septiembre de 1969. El álbum mantiene el estilo marcado por su predecesor, Music from Big Pink, con una mezcla de géneros musicales como el folk, el country, el R&B y el rock, en contraposición con la tendencia musical psicodélica dominante en la época.
Grabado en Los Ángeles, The Band incluye canciones mayoritariamente compuestas por Robbie Robertson, con una menor aportación lírica del resto de componentes del grupo. Debido al enfoque tradicionalista de sus canciones, con relatos históricos de Norteamérica relacionados con la Guerra Civil de Estados Unidos y géneros musicales como el ragtime y el blues, The Band es habitualmente considerado como un álbum conceptual.
Al igual que su predecesor, The Band es considerado una obra central en la trayectoria de The Band y alcanzó un mayor éxito comercial que su predecesor al obtener el puesto nueve en la lista estadounidense Billboard 200 y entrar, por primera vez, en las listas de éxitos británicas. Es también señalado por diversos críticos musicales como uno de los mejores álbumes en la década de 1960, y figura en varias listas de los mejores discos de todos los tiempos, elaboradas por revistas como Rolling Stone y Q.

## Trasfondo
La publicación de Music from Big Pink, el primer trabajo de estudio del grupo, confirió un halo de misterio a la formación debido al anonimato del que disfrutaron los miembros de The Band en Woodstock (Nueva York) a pesar de la emergente popularidad de sus canciones. Esto fue debido principalmente a la incapacidad de ofrecer conciertos a causa de un accidente de tráfico que sufrió Rick Danko. Según su propio testimonio, el accidente fue debido a que iba «un poco bebido y un poco colocado», y le produjo la rotura de varias vértebras cervicales. El propio Danko comentó sobre el accidente: «Cuando me desperté en la habitación del hospital, Albert Grossman estaba hablando con un neurocirujano. Le dije a Albert que no dijera nada a la prensa. La segunda vez que vino a verme, me dijo que el grupo estaba recibiendo ofertas de 4000 dólares por noche. Albert preguntó: «¿Puedo decir algo a la prensa?», y yo le contesté: «No quiero que la prensa se entere de mi accidente, porque vi lo que había sufrido Bob Dylan y era feo; la gente diciendo que estaba acabado». Al día siguiente Albert dijo: «Están ofreciendo 7000 dólares la noche, 8000 dólares la noche». Y yo les dije que salieran de gira sin mí, que no era el líder del grupo».
No obstante, antes del accidente de Danko, el grupo ya había rechazado ofertas del promotor Bill Graham para promocionar Music from Big Pink con una gira bien remunerada. Sin embargo, los miembros de The Band tenían mayor interés en explotar su actividad musical dentro del estudio de grabación. En su autobiografía, Levon Helm comentó: «Estaba contento de no salir de gira y simplemente grabar discos. Debíamos otro álbum a Capitol, y la belleza del otoño en Woodstock estaba inspirando a Richard y a Robbie para componer buenos temas. Incluso teníamos un título de trabajo para el siguiente disco: Harvest».
Otro factor a añadir fue la resistencia a ofrecer entrevistas, lo que les confería una imagen enigmática a un grupo que, a pesar de haber trabajado con Bob Dylan, aún no era conocido en el circuito de la música rock, si bien varias de sus canciones ya habían sido versionadas por grupos y artistas como Aretha Franklin y The Supremes y habían cosechado un buen éxito en las listas.

## Grabación

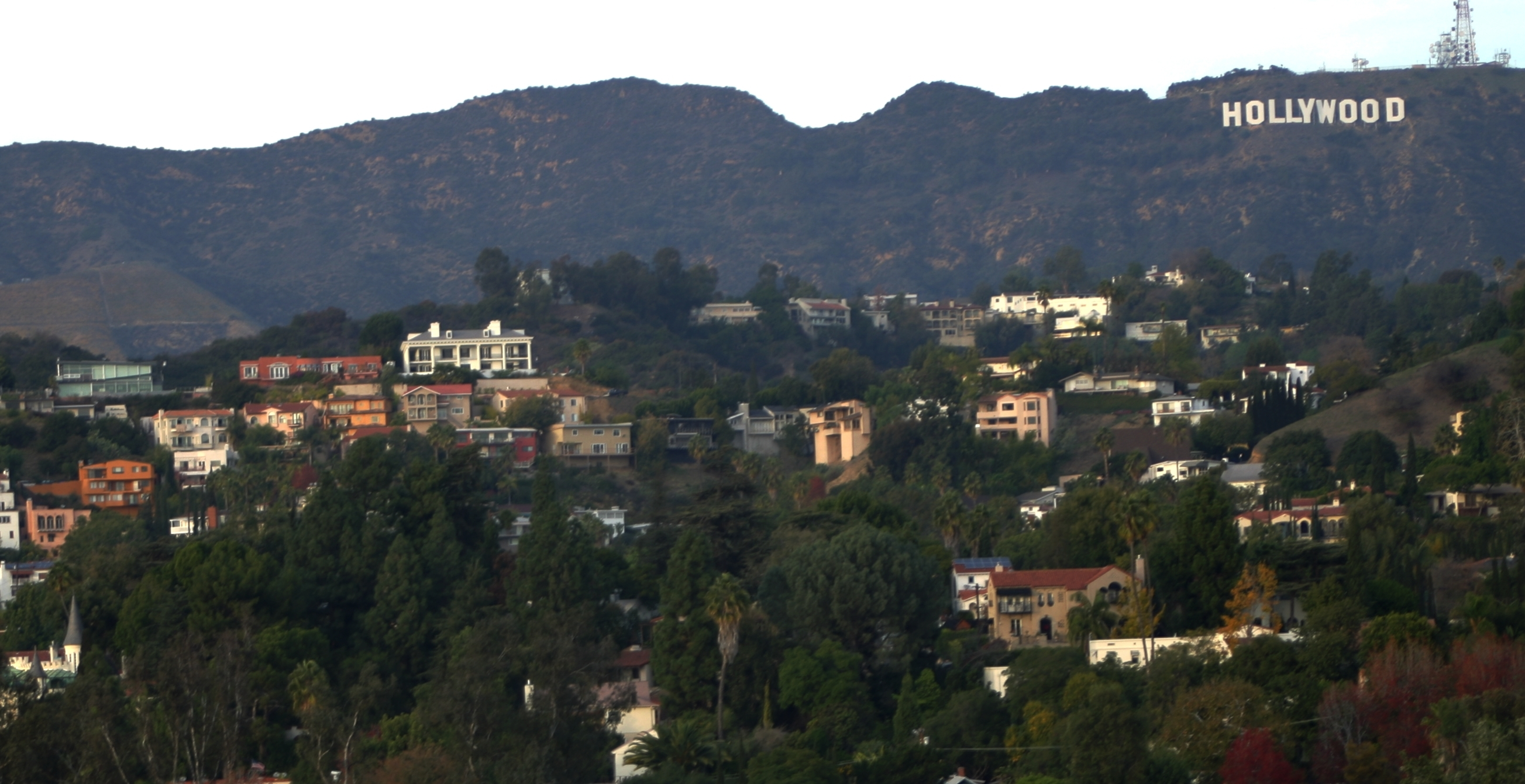
Hollywood Hills, lugar donde se ubicó el chalé en el que se grabó The Band.

The Band comenzó a trabajar en el sucesor de Music from Big Pink en la primavera de 1969. El grupo alquiló un chalé propiedad del cantante Sammy Davis, Jr. y ubicado en Hollywood Hills, y convirtieron la sala de billar en un estudio de grabación improvisado, sellando la chimenea y las ventanas, clavando bafles en la pared exterior y creando un sonido adecuado para el interior. Semanas antes, el productor John Simon viajó a Hawái con Robbie Robertson para planificar las sesiones de grabación. Según Simon: «Antes de empezar en California, fui a Hawái con Robbie, Dominique y su hija, Alexandra. Supuestamente íbamos a trabajar en canciones para The Band, pero también trabajamos temas para mi primer álbum con Warner Bros. Luego volvimos a Los Ángeles y nos reunimos con el resto del grupo».
El lugar de trabajo sirvió como estudio de grabación y también como residencia para la familia de los músicos. Al respecto, Simon comentó: «El sitio tenía un recibidor, una cocina, una habitación principal con un glamuroso baño y un armario. El piso superior era como un motel, con cuatro habitaciones. La sala de billar estaba separada del complejo. El piso inferior fue ocupado por Robbie, Dominique (que estaba embarazada), su hija, y Mama Kosh, la madre de Robbie, que cuidaba del bebé. Richard y Jane vivían en la habitación doble del piso superior, y Garth y Rick ocuparon el resto».
Las sesiones fueron divididas generalmente en tres partes, estando la segunda dedicada a averiguar qué instrumentos eran los más propicios para cada canción y qué sonido era el más adecuado. El productor Simon comentó al respecto: «Tuvimos mucho cuidado con cada instrumento para hacerlo sonar diferente y apropiado en cada canción». La tercera parte de las sesiones fueron destinadas a ensayos, mientras que las canciones eran grabadas en la primera parte del día siguiente. Algunas canciones como «Up on Cripple Creek» y «King Harvest (Has Surely Come)» tomaron más tiempo del habitual para obtener un sonido pulcro y aceptable. Robertson comentó: «Tomó su tiempo para mí sentir que estábamos musicalmente sujetos a la rutina. Estábamos intentando encontrar las canciones, musicalmente hablando».
Todas las canciones incluidas en The Band fueron grabadas en la residencia de Los Ángeles con la excepción de tres temas: «Up on Cripple Creek», «Jemima Surrender» y «Whispering Pines», grabados en los Hit Factory Studios de Nueva York. La sesión de grabación tuvo lugar tras el debut del grupo con el nombre definitivo de The Band el 17 de abril de 1969 en el Winterland Ballroom de San Francisco (California), lugar que sirvió de escenario para su concierto de despedida, The Last Waltz, siete años después.

## Composición

### Letras
The Band fue comúnmente visto como un álbum conceptual tras su publicación, con la gran mayoría de sus canciones enfocadas, de un modo u otro, en personas, lugares y tradiciones asociadas a la sociedad rural de América entre los siglos XIX y XX. Según el propio Robbie Robertson, el concepto del álbum tardó en surgir:

«No sabíamos que había un concepto hasta que estábamos haciendo el disco. Las canciones que escribí eran del tipo «bien, esa es una canción bonita» o «esa también lo es». Si alguien iba a tener un concepto, ese era yo. Todo lo que estaba haciendo era escribir varias canciones. Si te sales por la tangente, a veces sigues en esa dirección. De repente, había tres cosas que estaban del mismo modo y parecían ir en una dirección específica».

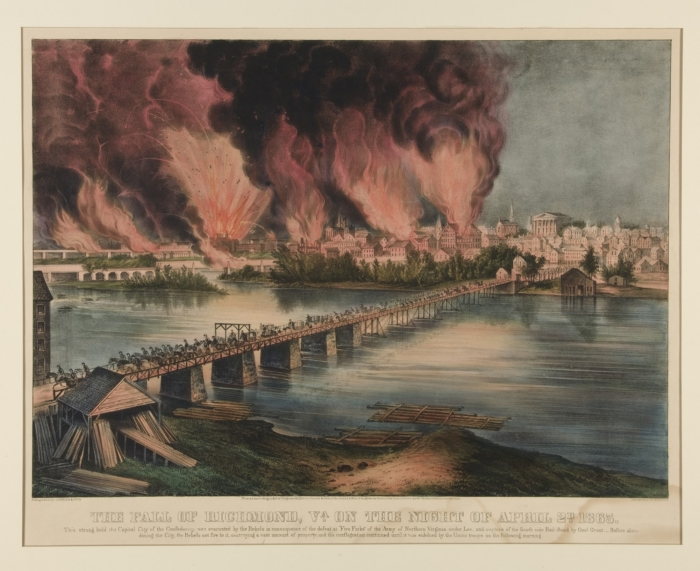
Representación de la caída de Richmond (Virginia), acontecimiento histórico de la Guerra Civil de Estados Unidos que sirvió de inspiración para la canción «The Night They Drove Old Dixie Down».

El crítico musical Greil Marcus sugirió que «King Harvest (Has Surely Come)» era la canción más elaborada de The Band y, según sus palabras, «el mejor ejemplo del enfoque en la composición y en la interpretación. La estructura de la canción es inusual: los coros, cantados por Richard Manuel y Levon Helm, se sitúan escalas por debajo de las estrofas interpretadas por Manuel, más enérgicas. Con el aumento de la desesperación, el narrador -un granjero sin nombre y asolado por la pobreza- detalla la desgracia en la que ha caído: debido a la sequía se estropea su cosecha y se quema su hogar. Un sindicalista aparece con la promesa de cambiar las cosas, diciendo el narrador a su nuevo asociado: «I'm a union man, now, all the way» (lo cual puede traducirse al español como: «Soy un sindicalista ahora, hasta la médula»), aunque avergonzado de su estado, le pide que «no le juzgue por sus zapatos». La narración hace referencia a las campañas de organización bajo el sindicato Trade Union Unity League, ligado al Partido Comunista de los Estados Unidos, que se llevaron a cabo en el Sur de Estados Unidos entre 1928 y 1935.
En ese mismo sentido, la canción «The Night They Drove Old Dixie Down» está ambientada en la Guerra Civil de Estados Unidos y supone uno de los mayores esfuerzos compositivos de Robertson y musicales de The Band. Aunque la canción está acreditada exclusivamente a Robertson, recibió ayuda de Helm a la hora de documentarse sobre historia y geografía para crear una historia verídica. El narrador, un confederado derrotado junto al ejército capitaneado por el general Robert E. Lee en el asedio de Petersburg (Virginia), relata las penurias de una guerra, la muerte de su hermano a manos del ejército yanqui y el hambre que cercena a los hombres sureños tras la última batalla. La voz de Levon Helm, único miembro del grupo nacido en un Estado sureño como Arkansas, ayudó a «dar un mayor énfasis en el sentido de derrota y penuria que trata de emitir la canción sobre la base de un acontecimiento histórico», según escribió el crítico Rob Bowman en el libreto que acompaña la reedición de The Band. La canción se sitúa a la altura de composiciones clásicas de Robertson con pasajes narrativos complejos como «The Weight», publicada en Music from Big Pink, o «Acadian Driftwood», publicada seis años más tarde en Northern Lights - Southern Cross.
De forma similar a Music from Big Pink, Manuel también participó en la composición de varios temas, escribiendo junto a Robertson «When You Awake», «Whispering Pines» y «Jawbone». No obstante, la contribución de Manuel en este álbum fue menos significativa y siguió, con el paso de los años, una tendencia decreciente. Acerca de la labor compositiva de Manuel, Robertson destacó: «Richard solía escribir cosas y quedarse atascado, y yo intentaba desatascarlo a menudo. De forma general, solía tener una cosa musical y solíamos terminarla juntos. Encontraba algo que terminaba aquello y luego escribía la letra, pero Richard escribió la mayor parte de la música».
Por su parte, Levon Helm recibió su primera acreditación como compositor en «Jemima Surrender». En la canción, Levon tocó la guitarra rítmica, Robertson la guitarra principal, Manuel la batería y Hudson el piano. En otras versiones, una de ellas incluida como tema extra en la reedición del álbum en 2000, Levon tocó la batería, Manuel el piano, y Hudson un órgano que fue eliminado de la mezcla final. Robertson dijo sobre la canción: «No podía estar muy satisfecho con la canción. Pero cuando hicimos la última versión, pensé que había algo andrajoso y sórdido de lo que disfruté».

### Música
Del mismo modo que su predecesor, la música que acompaña a las letras usa una amplia variedad de tradiciones musicales del siglo XIX en Estados Unidos, entremezclando el ragtime con el gospel, el country o el blues, y en ocasiones incluyó técnicas que confirieron al álbum un sonido añejo. Así, por ejemplo, «Up on Cripple Creek» presenta una melodía envejecida por el uso de efectos de sonido creados por Garth Hudson con una arpa judía y conseguidos con un pedal wah-wah conectado a su clavinet.
Hudson también contribuyó al sonido de «The Night They Drove Old Dixie Down» añadiendo una melódica Höhner con sonido de acordeón a través de su órgano Lowrey, usado por Hudson en contraposición al órgano Hammond dominante en el sonido de la época. También contribuyó a la canción sobreponiendo una trompeta en la última estrofa.
En el mismo aspecto, «Rag Mama Rag» es un ragtime con un ritmo superior cantado por Helm. Cuando Robertson llevó la canción al estudio de grabación, la música no existía aún. Cambiando los roles habituales de cada miembro, Danko tocó el violín, Hudson contribuyó con el piano, Helm tocó la mandolina y Richard Manuel pasó a la batería. La falta de un bajo se suplió con la aportación del productor John Simon, que improvisó al tocar por primera vez una tuba.
A diferencia de Music from Big Pink, el sonido de The Band fue dirigido personalmente por Robertson, que marcó el modo en que debían sonar las canciones y comenzó a dominar la dirección musical dentro del grupo. Según Robertson: «Cuando escribes las canciones, las dibujas y las escuchas. Tenía algo en mente, y en ese momento todo era como ir hacia una dirección de gama alta, y queríamos una especie de sonido de madera en el disco. Parecía adaptarse a la naturaleza de la música». El dominio de Robertson en el grupo se consolidó a partir de la grabación, un año después, del álbum Stage Fright, cuya producción no contó con la ayuda de John Simon.
Aunque todos los detalles musicales fueron pulidos al máximo durante la grabación de The Band, el sonido de la batería fue especialmente cuidado. Tal y como relató Helm en su autobiografía, Garth Hudson solía acudir a casas de empeño en las ciudades que visitaba en busca de libros e instrumentos musicales de segunda mano. Poco después de llegar a Los Ángeles, Helm acompañó a Hudson a una casa de empeños en Santa Monica Boulevard, donde compró una batería con chapa de madera y una mandolina de la década de 1930 por 130 dólares, ambas usadas en la grabación del álbum.
La guitarra de Robertson también jugó un papel importante en algunas canciones, incluyendo por primera vez pequeños solos de guitarra en canciones como «Unfaithful Servant», cantada por Danko, y «King Harvest (Has Surely Come)», cantada por Manuel. La mayor presencia de la guitarra en el sonido de The Band está en contraposición con su aporte a Music from Big Pink, en donde Robertson aportaba pequeños riffs supuerpuestos a otros instrumentos de mayor relevancia en el sonido.

## Recepción
Desde su publicación el 22 de septiembre de 1969, The Band fue aclamado como uno de los álbumes más relevantes de la historia del rock. El crítico M.E. Cooper definió el álbum como: «Quizás el mejor álbum de cualquier grupo de rock and roll. Atemporal, conmovedor, sin fisuras». Por su parte, el crítico Rob Bowman escribió para Allmusic: «Music from Big Pink había sido un buen debut, incluso superior; The Band es una obra maestra. La composición de Robbie Robertson ha crecido a pasos agigantados. Como músicos, los cinco músicos han alcanzado completamente un nuevo nivel de cohesión. La suma era mucho mejor que las partes, y las partes eran tanto mejor como cualquier cosa existente». En los mismos términos, Susan Lyndon escribió para el diario The New York Times en octubre de 1969: 

«The Band posee sin duda uno de los complementos vocales más sorprendentes de todo el rock and roll. La expresiva e inquietante voz tenor de Manuel, el lamento de Rick Danko y la suave voz de Helm son perfectas por separado; cuando cantan juntas, el resultado es libre y fluido. Detrás de los usuales órganos, guitarras, pianos y baterías, surgen sorprendentes instrumentos musicales en lugares inesperados; el mejor es el arpa judía en «Up on Cripple Creek». Con todo, es un disco magistral. Si el último propósito de un crítico es decir a la gente si deben o no comprar un disco, entonces The Band tiene que ser clasificado como imprescindible, al igual ese puñado de discos entre los que figuran Revolver y Highway 61 Revisited. Como una joya perfectamente tallada, cada vez que lo escuchas, te muestra algo nuevo».

The Band obtuvo también un mayor éxito comercial con respecto a su predecesor, Music from Big Pink, alcanzando el puesto 9 en la lista Billboard 200 y entrando por primera vez en la lista de éxitos británica en el puesto 25. El primer sencillo extraído del álbum, «Up on Cripple Creek», alcanzó el puesto 25 en Estados Unidos, mientras que «Rag Mama Rag» entró en el puesto 16 de la lista de singles de Reino Unido. La edición remasterizada en 2000 de The Band, con siete temas extra y un libreto con notas escritas por Rob Bowman, alcanzó el puesto 10 de la lista Top Internet Albums de Billboard.
Además, el álbum fue incluido con el paso de los años en varias listas recopilatorias de los mejores discos de la historia del rock, y figura en el puesto 45 de la lista de los 500 mejores álbumes de todos los tiempos, elaborada por la revista musical Rolling Stone. También se incluye en el puesto 49 de la lista de los 1 000 mejores álbumes de todos los tiempos elaborada por Virgin, y figura en el libro de Robert Christgau Rock Library: Before 1980 con los mejores 250 álbumes anteriores a la década de 1980, mientras que los lectores de la revista Q colocaron al álbum en el puesto 76 en la lista de los mejores álbumes de todos los tiempos.
En diciembre de 1991, el álbum fue certificado como disco de platino por RIAA al superar el millón de unidades vendidas. En 1997, la cadena de televisión VH1 emitió un documental sobre la grabación de The Band, dirigido por Bob Smeaton y publicado un año después en DVD. Desde 2009, The Band figura en el Registro Nacional de Grabaciones de Estados Unidos por su «importancia cultural, histórica o estética, e informar y reflejar la vida en los Estados Unidos».

## Reediciones
The Band fue publicado por primera vez en formato de disco compacto en 1986 por Capitol Records a nivel internacional, y en 1988 como edición limitada en CD en Japón por Toshiba/EMI. En 2000, el álbum fue remasterizado y reeditado por Capitol junto al resto del catálogo musical del grupo, en una edición con varios temas extra supervisada por Robbie Robertson y con notas escritas por Rob Bowman. La reedición del álbum alcanzó la posición 10 de la lista Top Internet Albums de Billboard.
En 2008, la discográfica Caroline Records publicó una edición limitada en formato CD en carpeta de cartón, mientras que Capitol publicó una edición en vinilo de 180 gramos. Un año después, Audio Fidelity Records publicó una edición limitada en formato CD fabricado en oro de 24 quilates, con la canción «Get Up Jake» como tema extra.

## Lista de canciones
Todas las canciones escritas y compuestas por Robbie Robertson excepto donde se anota. 
| Cara A |                                       |                                  |          |  |
| N.º    | Título                                | Escritor(es)                     | Duración |  |
| 1.     | «Across the Great Divide»             |                                  | 2:53     |  |
| 2.     | «Rag Mama Rag»                        |                                  | 3:04     |  |
| 3.     | «The Night They Drove Old Dixie Down» |                                  | 3:33     |  |
| 4.     | «When You Awake»                      | Richard Manuel, Robbie Robertson | 3:13     |  |
| 5.     | «Up on Cripple Creek»                 |                                  | 4:34     |  |
| 6.     | «Whispering Pines»                    | Richard Manuel, Robbie Robertson | 3:58     |  |

| Cara B |                                  |                                  |          |  |
| N.º    | Título                           | Escritor(es)                     | Duración |  |
| 1.     | «Jemima Surrender»               | Levon Helm, Robbie Robertson     | 3:31     |  |
| 2.     | «Rockin' Chair»                  |                                  | 3:43     |  |
| 3.     | «Look Out Cleveland»             |                                  | 3:09     |  |
| 4.     | «Jawbone»                        | Richard Manuel, Robbie Robertson | 4:20     |  |
| 5.     | «The Unfaithful Servant»         |                                  | 4:17     |  |
| 6.     | «King Harvest (Has Surely Come)» |                                  | 3:39     |  |

| Temas extra (reedición de 2000) |                                       |                                  |          |  |
| N.º                             | Título                                | Escritor(es)                     | Duración |  |
| 13.                             | «Get Up Jake»                         |                                  | 2:17     |  |
| 14.                             | «Rag Mama Rag»                        |                                  | 3:05     |  |
| 15.                             | «The Night They Drove Old Dixie Down» |                                  | 4:16     |  |
| 16.                             | «Up on Cripple Creek»                 |                                  | 4:51     |  |
| 17.                             | «Whispering Pines»                    | Richard Manuel, Robbie Robertson | 5:09     |  |
| 18.                             | «Jemima Surrender»                    | Levon Helm, Robbie Robertson     | 3:48     |  |
| 19.                             | «King Harvest (Has Surely Come)»      |                                  | 4:28     |  |

## Personal
| The Band - Rick Danko: bajo, violín, trombón y voz - Levon Helm: batería, mandolina, guitarra acústica y voz - Garth Hudson: órgano, clavinet, piano, acordeón, saxofón, trompeta y teclados - Richard Manuel: piano, batería, saxofón barítono, armónica y voz - Robbie Robertson: guitarras e ingeniero de producción | Personal técnico - John Simon: producción, tuba, piano eléctrico y saxofón tenor - Tony May: ingeniero de sonido - Joe Zagarino: ingeniero de sonido - Elliot Landy: fotografía - Bob Cato: diseño del álbum |

## Posición en listas
| Año  | País           | Lista                  | Posición |
| ---- | -------------- | ---------------------- | -------- |
| 1969 | Canadá         | RPM Albums Chart       | 2        |
| 1969 | Estados Unidos | Billboard 200          | 9        |
| 1969 | Noruega        | Norwegian Albums Chart | 15       |
| 1969 | Reino Unido    | UK Albums Chart        | 25       |
| 2000 | Estados Unidos | Top Internet Albums    | 10       |

| Sencillo              | País           | Lista             | Posición |
| --------------------- | -------------- | ----------------- | -------- |
| «Up on Cripple Creek» | Estados Unidos | Billboard Hot 100 | 25       |
| «Up on Cripple Creek» | Canadá         | RPM Singles Chart | 10       |
| «Rag Mama Rag»        | Canadá         | RPM Singles Chart | 46       |
| «Rag Mama Rag»        | Estados Unidos | Billboard Hot 100 | 57       |
| «Rag Mama Rag»        | Reino Unido    | UK Singles Chart  | 16       |

## Certificaciones
| País           | Organismo certificador | Certificación | Ventas certificadas | Ref.  |
| -------------- | ---------------------- | ------------- | ------------------- | ----- |
| Estados Unidos | RIAA                   | Platino       | 1 000 000           | [ 5 ] |